# 海南楼梯草
海南楼梯草（学名：Elatostema hainanense）为荨麻科楼梯草属的植物，为中国的特有植物。分布于中国大陆的海南等地，见于山地密林中石上，目前尚未由人工引种栽培。